# HIBCH
HIBCH (англ. 3-hydroxyisobutyryl-CoA hydrolase) – білок, який кодується однойменним геном, розташованим у людей на 2-й хромосомі. Довжина поліпептидного ланцюга білка становить 386 амінокислот, а молекулярна маса — 43 482.
| 10         |  | 20         |  | 30         |  | 40         |  | 50         |
| ---------- |  | ---------- |  | ---------- |  | ---------- |  | ---------- |
| MGQREMWRLM |  | SRFNAFKRTN |  | TILHHLRMSK |  | HTDAAEEVLL |  | EKKGCTGVIT |
| LNRPKFLNAL |  | TLNMIRQIYP |  | QLKKWEQDPE |  | TFLIIIKGAG |  | GKAFCAGGDI |
| RVISEAEKAK |  | QKIAPVFFRE |  | EYMLNNAVGS |  | CQKPYVALIH |  | GITMGGGVGL |
| SVHGQFRVAT |  | EKCLFAMPET |  | AIGLFPDVGG |  | GYFLPRLQGK |  | LGYFLALTGF |
| RLKGRDVYRA |  | GIATHFVDSE |  | KLAMLEEDLL |  | ALKSPSKENI |  | ASVLENYHTE |
| SKIDRDKSFI |  | LEEHMDKINS |  | CFSANTVEEI |  | IENLQQDGSS |  | FALEQLKVIN |
| KMSPTSLKIT |  | LRQLMEGSSK |  | TLQEVLTMEY |  | RLSQACMRGH |  | DFHEGVRAVL |
| IDKDQSPKWK |  | PADLKEVTEE |  | DLNNHFKSLG |  | SSDLKF     |  |            |

A: Аланін

C: Цистеїн

D: Аспарагінова кислота

E: Глутамінова кислота

F: Фенілаланін

G: Гліцин

H: Гістидин

I: Ізолейцин

K: Лізин

L: Лейцин

M: Метіонін

N: Аспарагін

P: Пролін

Q: Глутамін

R: Аргінін

S: Серин

T: Треонін

V: Валін

W: Триптофан

Кодований геном білок за функціями належить до гідролаз, фосфопротеїнів. 
Задіяний у таких біологічних процесах, як катаболізм амінокислот із розгалуженим вуглецевим скелетом, ацетилювання, альтернативний сплайсинг. 
Локалізований у мітохондрії.